# Allendorf (Lumda)
Allendorf es una localidad alemana del estado federado de Hesse. 
Se encuentra en la ribera del río Lumda, un tributario del río Lahn. Las ciudades más cercanas son Marburgo y Gießen, ubicadas a 16 km al sur y 14 km al noreste respectivamente. Este poblado está rodeado por varias colinas cuya altitud oscila entre los 320 y 400 m s. n. m.